# Titanoboa

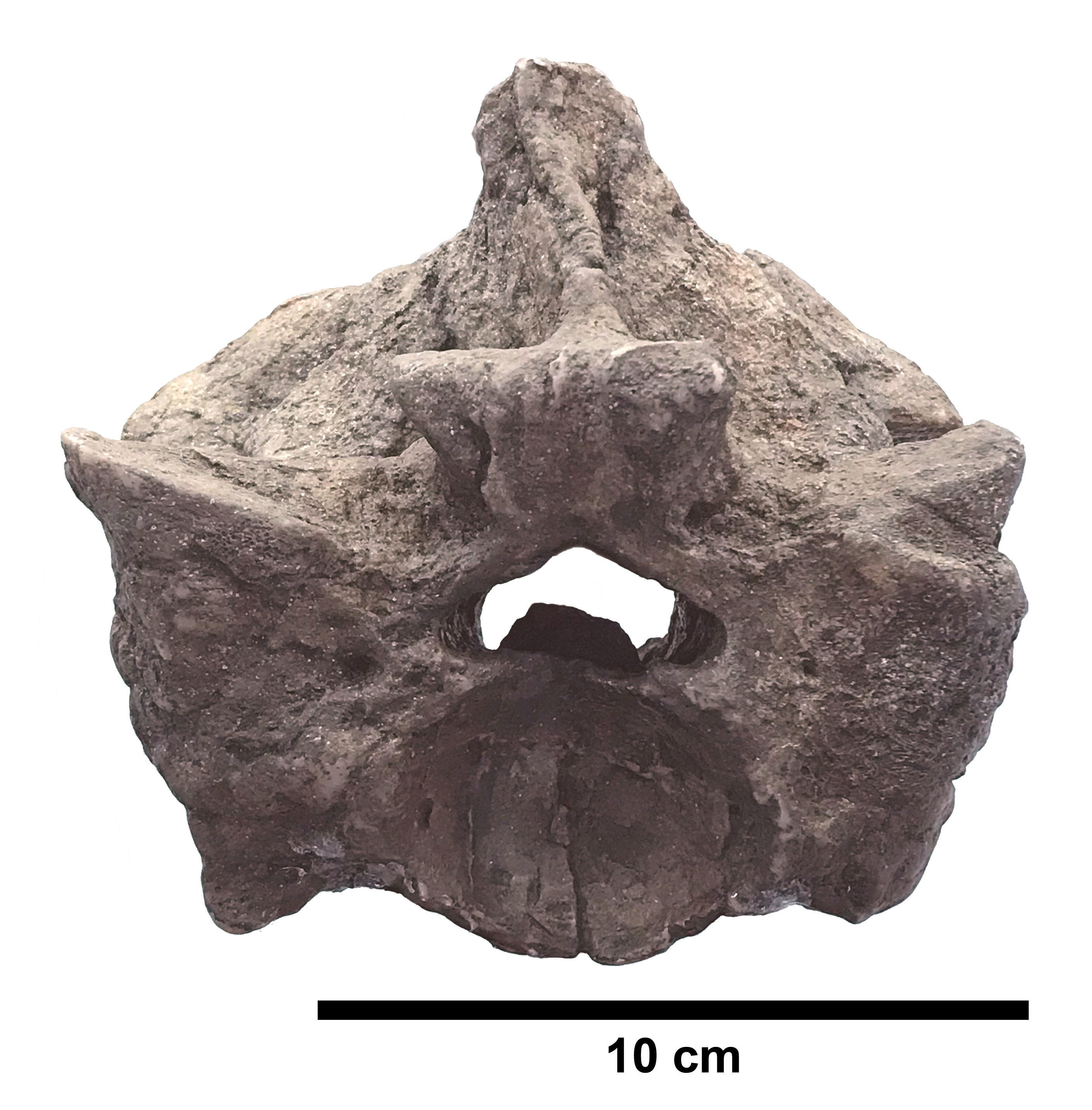
Wervel van Titanoboa

Titanoboa is een geslacht van uitgestorven slangen behorend tot de reuzenslangen (Boidae). Titanoboa leefde tijdens het Paleoceen in het gebied van het huidige Colombia.

## Naamgeving
De soort is beschreven in 2009 door Jason Head e.a. De geslachtsnaam is afgeleid van Titaan, een reus uit de Griekse mythologie, een verwijzing naar de reusachtige grootte van het dier en combineert dit met boa, een gebruikelijke aanduiding voor soorten uit de familie Boidae. De soortaanduiding verwijst naar de Cerrejónformatie in het noordoosten van Colombia waar de fossielen zijn aangetroffen.

## Vondsten
De resten zijn ontdekt in de El Cerrejón-kolenmijn, waar de steenkool door dagbouw gewonnen wordt en de fossielen direct aan het oppervlak verzameld konden worden. Ze bevonden zich in een kleilaag tussen twee steenkoollagen, afgezet in het eerste neotropische oerwoud, ongeveer zes miljoen jaar na de massa-extinctie op de Krijt-Paleogeengrens. De fossielen bestaan uit zo'n honderdtachtig wervels van minstens achtentwintig individuen, acht daarvan zeer groot. Het holotype UF-IGM 1 is een van de wervels. De aardlaag had een ouderdom van 58 tot 60 miljoen jaar (Selandien). De opgraving werd verricht door een team onder leiding van Jonathan Bloch, een paleontoloog van de Universiteit van Florida en Carlos Jaramillo, een paleobotanicus van het Smithsonian Tropical Research Institute in Panama. Begin 2007 zijn de fossielen geprepareerd in Florida, door Jason Bourke, die als eerste begreep dat het om een slang ging.

## Grootte en verband met het klimaat
De grootste wervel had een breedte van 124 millimeter. Volgens de beschrijvers had Titanoboa een geschatte lengte van dertien meter en een geschat gewicht van 1.135 kilogram, wat de soort tot de grootste bekende landslang zou maken; tot nu toe was dat Chubutophis geweest die volwassen een lengte van twaalf meter gehad moet hebben. Het dier zou op zijn dikste punt een kleine meter in doorsnee zijn geweest. Volgens de beschrijvers kon een poikilotherm ('koudbloedig' met omgevingsafhankelijke lichaamstemperatuur) dier als een boa slechts door een bijzonder warm klimaat zo groot worden, met een gemiddelde jaarlijkse temperatuur van dertig tot vierendertig graden Celsius, tien graden hoger dan de tropen nu. Hierbij wordt ervan uitgegaan dat zonnestraling de belangrijkste warmtebron van het dier was geweest, niet spieractiviteit of vertering; door zijn relatief kleinere oppervlakte zou de, dus exotherme, reuzenslang daarom moeilijker zijn lichaamstemperatuur hebben kunnen handhaven. Titanoboa zou in een regenwoud geleefd hebben op de wijze van de huidige anaconda, dus als wurgslang, en de meeste tijd in het water hebben doorgebracht.

## Ecologie
Het team heeft in dezelfde aardlaag nieuwe soorten schildpadden en krokodilachtigen opgegraven en die worden, naast vissen, gezien als de waarschijnlijkste prooidieren; grote zoogdieren hadden zich zo kort in het Paleogeen nog niet ontwikkeld en Titanoboa was zelf het grootste landdier dat bekend is uit die tijd.

## Taxonomie
Titanoboa is taxonomisch in de familie reuzenslangen (Boidae) geplaatst. Hij werd meer bepaaldelijk ondergebracht in de onderfamilie echte boa's of Boinae.

## Documentaire
In 2012 maakte het Smithsonian Institution een documentaire Titanoboa: Monster Snake waar paleontologen op zoek gaan naar een manier om de gigantische Titanoboa af te beelden en in een ecosysteem te plaatsen.